# Chinh phạt Liêu Đông (1388)

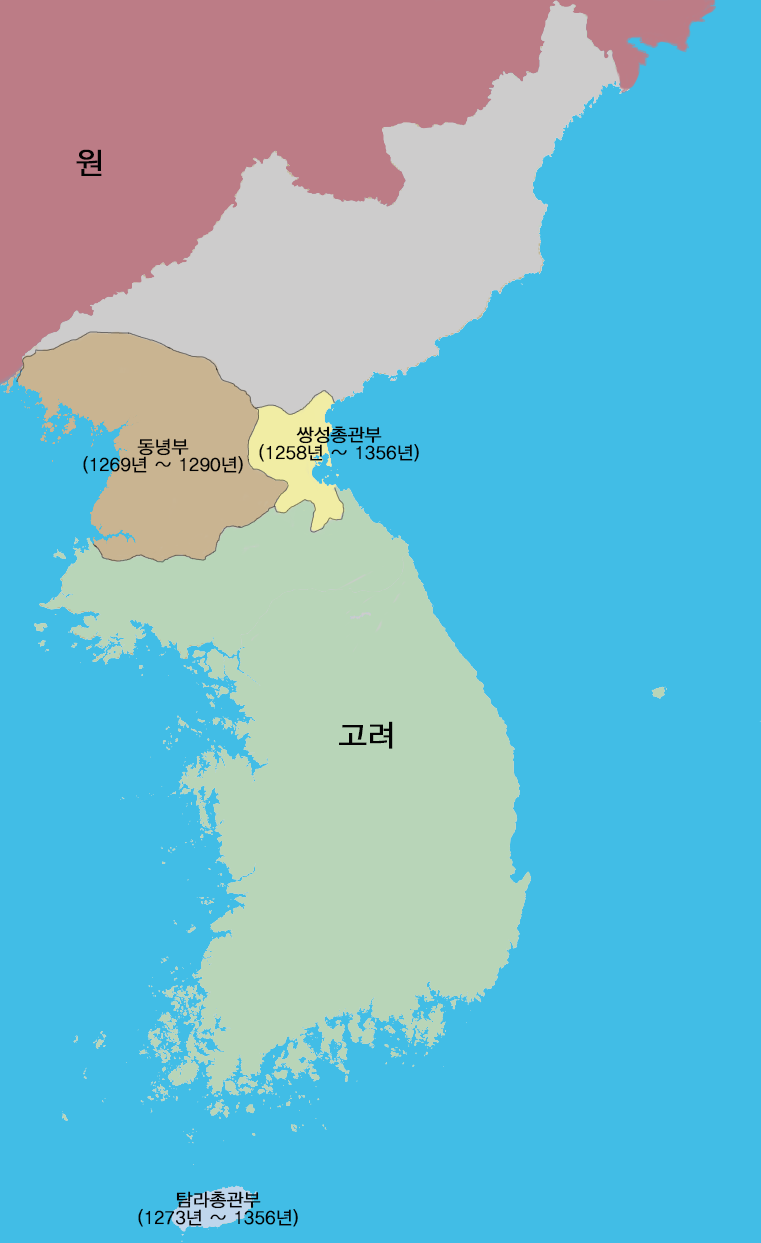
Tổng quản phủ Song Thành khu vực màu vàng.

Cuộc viễn chinh Liêu Đông là sự kiện xảy ra vào năm 1388 khi vương triều Cao Ly tiến công Liêu Đông (nhà Minh). Bối cảnh và diễn biến của sự kiện này đã có ảnh hưởng sâu sắc đến mối quan hệ giữa Cao Ly và triều Minh.

## Bối cảnh
Thiết Lĩnh nằm ở khu vực cao nguyên của huyện Cao Sơn và Hoài Dương, tỉnh Kangwon (Cộng hòa Dân chủ Nhân dân Triều Tiên ngày nay). Sau khi Mông Cổ xâm lược Cao Ly, khu vực này bị nhà Nguyên chiếm đóng và thiết lập Tổng quản phủ Song Thành (tiếng Trung: 雙城摠管府, tiếng Hàn Quốc: 쌍성총관부). Trong thời kỳ của Cao Ly Cung Mẫn Vương, Cao Ly đã thành công trong việc đánh đuổi thế lực nhà Nguyên và thu hồi khu vực Thiết Lĩnh.
Năm 1388, triều Minh thiết lập Thiết Lĩnh Vệ tại khu vực Thiết Lĩnh và thông báo cho Cao Ly. Động thái này đã gây ra sự bất mãn từ phía Cao Ly, vì nó đồng nghĩa với việc triều Minh thiết lập khu vực hành chính trên lãnh thổ của Cao Ly, thách thức chủ quyền của Cao Ly.

## Diễn biến

### Quyết định của Cao Ly
Vua Cao Ly là Cao Ly U Vương, theo đề xuất của Thôi Oánh (tiếng Trung: 崔莹, tiếng Hàn Quốc: 최영, Ch'oe Yŏng) giữ chức Tư trung, được bổ nhiệm làm Bát đạo đô thống sứ, đã quyết định tiến công khu vực phía bắc Liêu Đông nhằm phản kích hành động của triều Minh và bảo vệ sự toàn vẹn lãnh thổ của Cao Ly. Tháng 4 âm lịch năm 1388, Cao Ly U Vương và Thôi Oánh rời đến Bình Nhưỡng để thúc đẩy kế hoạch chinh phạt Liêu Đông.
Lý Thành Quế phản đối kế hoạch tiến công, cho rằng thời điểm không thích hợp, nhưng ý kiến của ông không được chấp nhận.
Bốn lý do của Lý Thành Quế để phản đối kế hoạch là:
1. Nước nhỏ chống lại nước lớn
2. Xuất binh vào mùa hè (thời gian canh tác)
3. Nguy cơ giặc Oa tấn công khi quân đội xuất chinh xa
4. Mùa mưa gây khó khăn cho cung nỏ và có nguy cơ dịch bệnh

U Vương và Thôi Oánh đã đàn áp sự phản đối và quyết định xuất quân.

### Quá trình tiến quân
U Vương trực tiếp ở Bình Nhưỡng để khuyến khích việc trưng binh, tổ chức tả quân và hữu quân, và chỉ đạo việc lắp cầu phao trên sông Áp Lục. Ông cũng trưng tập các tăng sĩ trên toàn quốc để thành lập quân chinh phạt Liêu Đông, bổ nhiệm Thôi Oánh làm Tổng đô thống sứ, Tào Mẫn Tu (tiếng Trung: 曺敏修, tiếng Hàn Quốc: 조민수, Jo-minsu) làm Tả quân Đô thống sứ và Lý Thành Quế làm Hữu quân Đô thống sứ. Khi 40,000 quân rời Bình Nhưỡng để tiến về Liêu Đông, U Vương đã yêu cầu Thôi Oánh đóng quân lại để bảo vệ ông.
Ngày 18 tháng 4, Cao Ly đã huy động 38,830 binh sĩ, 11,634 quân vận tải, và 21,682 ngựa trên toàn quốc để tiến hành chinh phạt Liêu Đông, và U Vương đã đích thân đến Bình Nhưỡng để động viên.
Tuy nhiên, khi hành quân đến đảo Uy Hóa trên sông Áp Lục, do mùa mưa dẫn đến lũ lụt, binh lính khó vượt sông, tinh thần xuống thấp, và xuất hiện tình trạng đào ngũ. Ngày 22 tháng 5, Lý Thành Quế tại đảo Uy Hóa đã thuyết phục Tào Mẫn Tu để rút quân về.

### Quân đội trở về từ đảo Uy Hóa
Khi nhận được tin Lý Thành Quế dẫn quân về Khai Kinh, U Vương, lúc đó đang ở suối nước nóng tại Thành Châu (thuộc huyện Thành Xuyên, Bình An Nam đạo), đã vội vàng vượt sông Đại Đồng trở về Khai Kinh để làm dịu lòng quân sĩ.
Tại Khai Kinh, phe của Lý Thành Quế đã đánh bại quân đội của Thôi Oánh và bắt giữ, sau đó lưu đày và xử tử. U Vương đã cố gắng làm dịu quân sĩ và định tấn công bất ngờ Lý Thành Quế nhưng thất bại.
Ngày 8 tháng 6 năm 1388, U Vương cuối cùng bị Lý Thành Quế phế truất và bị đày đến đảo Giang Hoa, đồng thời lập Xương Vương làm vua mới. Lý Thành Quế nắm giữ thực quyền và đàm phán với triều Minh. Cuối cùng, đạt được thỏa thuận, triều Minh đồng ý dời Thiết Lĩnh Vệ về Phụng Tập Bảo thuộc Liêu Đông, sau đó chuyển đến Ngân Châu.

## Ảnh hưởng

### Lý Thành Quế thành lập triều đại Triều Tiên
Năm 1392, Lý Thành Quế thành lập triều đại Triều Tiên và trở thành vị vua đầu tiên của triều đại này. Dù Lý Thành Quế vẫn có tham vọng với khu vực Liêu Đông, nhưng không hành động ngay lập tức.

### Kế hoạch của Trịnh Đạo Truyền
Trịnh Đạo Truyền là thân tín của Lý Thành Quế, tích cực lập kế hoạch chinh phạt Liêu Đông. Tuy nhiên, trong cuộc biến loạn của các hoàng tử lần thứ nhất năm 1398 (Canh Thìn tĩnh xã), Trịnh Đạo Truyền bị sát hại, kế hoạch bị hủy bỏ.